# 60-я горнострелковая дивизия
60-я горнострелковая дивизия (60-я гсд) — воинское соединение Вооружённых Сил СССР, принимавшее участие в Великой Отечественной войне.

## История
История дивизии восходит ко 2-й Кавказской стрелковой дивизии им. Стёпина, сформированной в июне 1922 года на базе 4-й Кавказской стрелковой бригады им. Стёпина. В июле 1936 года она была переименована в 60-ю Кавказскую стрелковую дивизию им. Стёпина, а 24 апреля 1941 года переформирована в горнострелковую.

## Великая Отечественная война
60-я горнострелковая дивизия встретила войну на участке границы южнее Черновцов в составе 17-го стрелкового корпуса 12-й армии Юго-Западного фронта. 22 июня она отбила атаки противника в районе Герцы, взяв в плен 7 немцев и захватив одно орудие, один миномёт и шесть пулемётов противника.
В ночь с 23 на 24 июня вместе с частями 96-й гсд контратаковала противника в направлении Волчинца и в районе Кашенки восстановила положение, отбросив противника за госграницу. Противник оставил на поле боя у Кашенки 800 человек убитыми и ранеными, было взято в плен 28 человек немцев и румын. В результате 60 гсд заняла позиции у Фонтина-Альбы, Бахринешти и Джербоуца.
Согласно директиве Ставки ГК № 20466 от 24.06.1941, была вместе с 17-м ск переподчинена 18-й армии Южного фронта.
26 июня дивизия сосредотачивалась в районе Корчешти — Лунка. 29 июня 60-я горнострелковая дивизия располагалась в районе Купки, её штаб находился в 3 км западнее Будамике.
В связи с тем, что немцы в ночь со 2 на 3 июля форсировали Прут и начали наступление на Патру, 17-й ск получил приказ отвести части на новый оборонительный рубеж. 7 июля корпус продолжал отход к рекам Ушица и Днестр. К исходу дня 60 гсд переправилась через Днестр и с утра начала движение в район сосредоточения у Тымкова, южнее и юго-восточнее Миньковцев. К началу 10 июля она занимала положение у Хваросны и Песца.
На 14 июля 60-я горнострелковая дивизия была в корпусном резерве и сосредотачивалась в районе Долговцев, Степанки и Ивашковцев. 15 июля в 15:00 она выступила в район Калиновки, чтобы влиться в состав Юго-Западного фронта.
16 июля немцы прорвали оборону 12 армии, в которую теперь входила 60-я горнострелковая дивизия, и 17 июля захватили Жмеринку. Вечером этого дня 60-я горнострелковая дивизия вела бой у Новоселицы, Людовки и на северной окраине Браилова.
В ночь с 21 на 22 июля дивизия закреплялась в районе Поповки. Для удобства управления 23 июля 6-я и 12-я армии приказом командующего войсками Юго-Западного фронта были объединены под общим командованием генерал-майора П. Понеделина (группа Понеделина).
12-я армия вела теперь борьбу на два фронта: на западе она держала оборону, отбивая атаки немцев, на востоке — наступала в северо-восточном направлении с целью соединиться с частями 26-й армии. 25 июля 60-я горнострелковая дивизия оборонялась на рубеже Хреновка — Пархомовка — Белки. Её 358-й гсп располагался у Хреновки, 224-й гсп — у Пархомовки. 194-й гсп, будучи в 20:00 атакован противником, отвёл свой правый фланг назад. 350-й гсп находился в резерве командира корпуса.
С 20:00 25 июля дивизия вместе с остальными частями 12-й армии вновь перешла в подчинение Южного фронта. В ночь на 26 июля 12-я армия продолжала вести бои с превосходящими силами противника фронтом на запад и восток, содействуя выходу из полуокружения 6-й армии. К утру 26 июля 13 ск (44-я и 60-я гсд) оборонялся на рубеже Жаданы — Копиевка, фронтом на запад.
12-я армия в течение 28 июля с боями продолжала отход в юго-восточном направлении. К утру 29-го числа 13 ск в районе Ивангорода и Орадовки прикрывал отход 6-й армии.
30 июля 13-й ск отступал мимо Каменечья и Зеленкова, не встречая противника. К исходу 31 июля в 5 км к юго-западу от Тального 60-я горнострелковая дивизия уничтожила свежий полк немцев.
1 августа группа Понеделина, обороняясь с северо-востока, запада и юго-запада, продолжала выход на рубеж Терновка, Ново-Архангельск, р. Синюха, Звенигородка, ведя бои с прорвавшимися частями противника. К утру 2-го числа 60-я горнострелковая дивизия сосредоточилась на юго-западной окраине Свердликово, имея задачей наступление на Ново-Архангельск с севера. Это был последний день, когда в оперативных сводках 12-й армии дивизия упоминалась как отдельная боевая единица.
2 августа немецкая танковая группа Клейста соединились с 17-й армией, взяв в окружение части Юго-Западного и Южного фронтов.
Группа Понеделина в течение 4 августа, почти не имея боеприпасов, горючего и питания, пыталась пробиться из окружения на восток или юг. К 8 августу немцы ликвидировали Уманский котёл.
19 сентября 1941 года 60-я горнострелковая дивизия была расформирована как погибшая.

## Состав
- 194-й, 224-й, 350-й и 358-й горнострелковые полки;
- 54-й артиллерийский полк;
- 83-й гаубичный артиллерийский полк;
- 275-й отдельный истребительно-противотанковый дивизион;
- 84-й отдельный зенитный артиллерийский дивизион;
- 52-й кавалерийский эскадрон;
- 76-й сапёрный батальон;
- 85-й отдельный батальон связи;
- 39-й артиллерийский парковый дивизион;
- 46-й медико-санитарный батальон;
- 90-я отдельная рота химзащиты;
- 51-й автотранспортный батальон;
- 406-я автотранспортная рота;
- 75-й полевой автохлебозавод;
- 167-я полевая почтовая станция;
- 401-я полевая касса Госбанка.

## Командиры
- Салихов, Маркис Бикмулович (24 апреля — 10 июля 1941 года[1]), генерал-майор, с 10 июля 1941 – полковник.
- Сорокин, Борис Алексеевич (11 июля (временный командир дивизии) — 7 августа 1941 года)[2], полковник.

## Подчинение
| Дата       | Фронт              | Армия      | Корпус (группа)        |
| ---------- | ------------------ | ---------- | ---------------------- |
| 22.06.1941 | Юго-Западный фронт | 12-я армия | 17-й стрелковый корпус |
| 25.06.1941 | Южный фронт        | 18-я армия | 17-й стрелковый корпус |
| 10.07.1941 | Южный фронт        | 18-я армия |                        |
| 16.07.1941 | Юго-Западный фронт | 12-я армия | 13-й стрелковый корпус |
| 25.07.1941 | Южный фронт        | 12-я армия | 13-й стрелковый корпус |